# Erasmus Trägårdh
Rasmus "Erasmus" Trägårdh, född 1694 (döpt 28 mars) i Perstorps socken, död 13 mars 1767 i Karlshamn, var en svensk präst och politiker.
Erasmus Trägårdh var son till kyrkoherden i Norra Rörum Lars Trägårdh, tillhörande en gammal dansk-skånsk släkt och Annika Ausén. Trägårdh studerade vid Lunds universitet, blev magister där 1719, prästvigdes till pastor i Kvidinge 1721 och blev 1734 kyrkoherde i Karlshamn, varmed senare förenades prostsysslan i Bräkne (1735) och Listers (1742) härader. Han lämnade prostbefattningen 1753. Trägårdh deltog i fyra riksdagar. 1738–1739 var han inflytelserik medlem av sekreta utskottet och mindre sekreta deputationen uppträdde han som en av Arvid Horns mer nitiska anhängare. Vid samma riksdag väckte han också ett förslag, åsyftande att utrota det vid prästtillsättningar förekommande mutsystemet och understödde skånska prästerskapets förslag, att huvudsakligen infödda präster skulle placeras i Lunds stift.